# Seirei no Moribito
Seirei no Moribito (яп. 精霊の守り人, Сейрей но Морібіто) — перший з десяти пригодницьких фантастичних романів Moribito (яп. 守り人) Уехасі Нахоко. У 2006 році роман транслювали по радіо в десяти випусках. А в 2007 році режисер Каміяма Кендзі зняв за ним однойменне аніме. Манґа стала виходити вже після показу серіалу по телебаченню. Англійською роман вийшов у 2008 році.

## Сюжет
Жінка-воїн, Барса, мандрує по містах у пошуках роботи. Барса — професійний охоронець. Турбота про екіпіровку приводить її в Його, благополучну і багату країну. Тут Барса сподівається всього-на-всього полагодити зламаний спис, але несподівано виявляється «при виконанні» — на мосту трапляється нещасний випадок. Під час проходження імператорського кортежу перекидається візок з другим принцом Його, Його Високістю Тягумом. Барса кидається в воду за хлопчиком, не припускаючи, що доля міцно зв'яже її з врятованою дитиною…

## Персонажі
Бальза — професійний і кваліфікований воїн з далекої землі Канбал. Стверджує, що була простим охоронцем за наймом.
Чаґум — другий принц Імператорської Родини. Усередині нього знаходиться яйце водного духу. Вважають, що він є перевтіленням демона, переможеного його предком, першим Імператором. Батько Тягума, переконаний, що це принесло б невдачу і руйнування його країні, і таємно прирікає  його на смерть. Однак, перш, ніж вони могли вбити його, його мати, Друга Імператриця, найняла Барсу, щоб сховати і захистити його. Пізніше з'ясувалося, що яйце є духом, що дарує воду, який відновлює землю раз в сто років. Реальний демон, якого перемогли його предки, був істотою, яка прагне знищити яйце перш, ніж дух зможе з'явитися.
Танда — торговець травами, який живе в горах. У нього недостатньо навичок для справжнього шамана, але він — хороший лікар через те, що з самого дитинства лікує Барсу після її багатьох битв. Він також працює подорожуючим знахарем, торгуючи своїми травами.
Тороґаі — старий шаман і вчитель Танди. Знає багато старих завітів, постійно взаємодіє з духами. Саме ці відносини дозволили їй виявити справжню ідентичність духу. Вона здатна спілкуватися з жителями царства духів через воду.
Дзіґуро — наставник і вчитель Барси, а також її охоронець. Спочатку був лідером і найсильнішим членом загону охорони короля Канбали «Дев'ять Копій», але йому довелося зрадити свою країну, щоб врятувати життя Барси. Після того, як вони втекли з Канбали, їх переслідували інші члени загону. У ряді битв Дзіґуро довелося вбити інших членів загону, які до того ж були його друзями. Він навчав Барсу володінню списом. Вона успадкувала його спис після того, як він помер.

## Сприйняття
Пол Джексон у статті Heirs and Graces — Moribito: Guardian of the Spirit in the Realm of Japanese Fantasy назвав аніме-серіал однією з найбільш примітних робіт жанру «фентезі». На його думку, сетинг твору є зворотнім відображенням реальної Японії[джерело?].